# Aichi Bank
Pour les articles homonymes, voir Aichi (homonymie).
Aichi Bank (en japonais 株式会社愛知銀行, kabushiki-gaisha aichi ginkō) est une banque japonaise cotée à la bourse de Tōkyō. La banque Aichi est issue d'une compagnie créée en 1910.